# Tóth Krisztina (költő)
Tóth Krisztina (Budapest, 1967. december 5. –) Babérkoszorú- és József Attila-díjas magyar költő, író, műfordító, üvegművész, a Szépírók Társaságának tagja.

## Életpályája
Anyja ötvös, nagyapja grafikus volt. Általános iskolába a VI. kerületi Szív utcába járt, ahol már alsó tagozattól francia nyelvet oktattak. A Képző és Iparművészeti Szakközépiskola szobrász szakán érettségizett 1986-ban. 
A középiskolai években kezdett el publikálni, 1985-ben megnyerte vers kategóriában a Sárvári Diákírók és Diákköltők pályázatát, aztán csatlakozott ahhoz az irodalmi műhelyhez, amelynek többek között Kemény István és Vörös István is tagjai voltak. 
Érettségi után egy évig a Nemzeti Múzeumban dolgozott gyakornokként, majd felvételizett az ELTE Bölcsészettudományi Karára. 
Első kötete az Őszi kabátlobogás, 1989-ben jelent meg és rögtön Radnóti Miklós emlékéremmel díjazták. 
1990-ben tanulmányait megszakítva Párizsba ment, ahol alkalmi munkákból élt. Egy év múlva Tempus-ösztöndíjat szerzett, majd további egy évet maradt a francia fővárosban. Az ösztöndíj ideje alatt francia költőket fordított és személyes ismeretséget kötött francia költőkkel. Alain Bosquet, Lionel Ray és Pierre Oster segítette őt tanácsaival.
1992-ben hazatért, befejezte az egyetemet és tanári diplomát szerzett. 
1994-98-ig a Budapesti Francia Intézet munkatársaként kortárs képzőművészeti kiállításokat szervezett. 
1998-ban megszületett Marcell fia, állását otthagyta. Azóta szabadúszó, írásaiból él.
Gyerekkönyveket fia, Marcell  születése után kezdett írni. 
Első házasságának megromlása és válása után évekig ólomüveg-készítésből tartotta el magát és fiát. Az üvegművesség a mai napig hobbija.
Második férje dr. Perecz László jogász, filozófus, akivel 2010–2018 között voltak házasok. Közös gyermekük Perecz Lili. Jelenlegi párja Nicolas Richter.
Számos írása jelent meg a Nők Lapjában.

## Művei

### Magyar nyelvű kötetek

#### Prózakötetek
- Vonalkód, Magvető Kiadó, Budapest, 2006
- Hazaviszlek, jó?, Magvető Kiadó, Budapest, 2009
- Fény, viszony, Magvető Kiadó, Budapest, 2009
- Pixel, Magvető Kiadó, Budapest, 2011
- Akvárium, Magvető Kiadó, Budapest, 2013
- Pillanatragasztó, Magvető Kiadó, Budapest, 2014
- Párducpompa, Magvető Kiadó, Budapest, 2017
- Fehér farkas, Magvető Kiadó, Budapest, 2019
- Indiai képnovellák, Kossuth Kiadó, Budapest, 2019
- A majom szeme, Magvető Kiadó, Budapest, 2022
- Ahonnan látni az eget, Magvető Kiadó, Budapest, 2023

#### Verseskötetek
- Őszi kabátlobogás, Kozmosz Könyvek, Budapest, 1989
- A beszélgetés fonala, Magyar Írószövetség–Belvárosi Könyvkiadó, Budapest, 1994
- Az árnyékember, JAK–Kijárat Kiadó, Budapest, 1997
- Porhó: Új és válogatott versek, Magvető Kiadó, Budapest, 2001
- Síró ponyva, Magvető Kiadó, Budapest, 2004
- Magas labda, Magvető Kiadó, Budapest, 2009
- Világadapter, Magvető Kiadó, Budapest, 2016
- Ünnep, Magvető Kiadó, Budapest, 2017
- Bálnadal, Magvető Kiadó, 2021

#### Színpadi munkák
- Pokémon go, bemutató: Rózsavölgyi Szalon, 2018. február 20.
- Denevér, az INFOMARK Kft. és az Óbudai Kulturális Központ/3K produkciója

#### Gyerekkönyvek
- A tigris, Csimota, Budapest, 2003
- Marci öltözik; Takarodó, Csimota, Budapest, 2003
- Marci szerel; Alagút, Csimota, Budapest, 2003
- Marci a fürdőszobában; Altató, Csimota, Budapest, 2003
- Marci kertészkedik; Tündérek, Csimota, Budapest, 2003
- Kiscipők; Marcipán, Csimota, Budapest, 2003
- Marci és a vonat; Este lett, Csimota, Budapest, 2003
- Marci mosogat; Árnyjáték, Csimota, Budapest, 2003
- Virágevő Zsiráf Dezső; Virágevő Zsiráf Dezső rádiója, Csimota, Budapest, 2003
- A londoni mackók, Csimota, Budapest, 2003
- Állatságok, Magvető Kiadó, Budapest, 2006
- kicsi, NAGY, közÉpső [Hangfelvétel] : Tóth Krisztina és Müller Péter Sziámi versei tesóknak és egykéknek (hangfelvétel), Kossuth Kiadó, Budapest, 2012
- Anyát megoperálták, Móra Könyvkiadó, Budapest, 2015
- Orrfújós mese, Central Könyvkiadó, Budapest, 2015
- A lány, aki nem beszélt, Móra Könyvkiadó, Budapest, 2015
- Dalok reggeltől estig, Central Könyvkiadó, Budapest, 2017
- Zseblámpás mesék, Magvető Kiadó, Budapest, 2017
- A vízisiklós királya, Manó Könyvek, Budapest, 2017
- Felhőmesék, Magvető Kiadó, Budapest, 2017
- Murci kandúr világot lát, Teknős Kv., Budapest, 2018
- Legyünk barátok! Malac és liba 1., Manó Könyvek, Budapest, 2019
- Csavarogjunk együtt! Malac és liba 2., Manó Könyvek, Budapest, 2020
- Kígyóuborka, Manó Könyvek, Budapest, 2020
- Járványmese, Phoenix Library, 2020
- Malac és liba 3. Gatyát fel!, Manó Könyvek, Budapest, 2020
- Fogjunk verebet! Malac és liba 4., Manó Könyvek, Budapest, 2021
- Várjuk a karácsonyt! Malac és liba 5., Manó Könyvek, Budapest, 2021
- Nyomozzunk! Malac és liba 6., Manó Könyvek, Budapest, 2022
- Világpuszi, Magvető Kiadó, Budapest, 2022
- Ezt jól kifőztük! Malac és liba 7., Manó Könyvek, Budapest, 2022
- Rakjunk rendet! Malac és liba 8., Manó Könyvek, Budapest, 2023
- Öltözzünk jelmezbe! Malac és liba 9., Manó Könyvek, Budapest, 2023

#### Interjúkötet
- Reptéri nyúl: Beszélgetések Tóth Krisztinával, Noran Libro, Budapest, 2019

### Külföldi publikációk

#### Angol
- Pixel, eredeti cím: Pixel, ford.: Owen Good, Seagull Books, 2019
- Barcode, eredeti cím: Vonalkód, ford: Peter Sheerwood, Jantar, 2023

#### Bolgár
- Barkode: Petnadeset istorii, eredeti cím: Vonalkód, ford.: Neli Dimova, Ergo, 2012

#### Brazil
- Pixel, eredeti cím: Pixel, ford.: Zsuzsanna Spiry, DBA, São Paulo, 2023

#### Cseh
- Čárový kód, eredeti cím: Vonalkód, ford.: Jiří Zeman, fra, 2011
- Akvárium, eredeti cím: Akvárium, ford.: Jiří Zeman, fra, 2014
- Dívka, která nemluvila, eredeti cím: Lány, aki nem beszélt, ford.: Eleonóra Hamar, Baobab, Prága, 2018

#### Észt
- Emmele Tehti Operatsioon, eredeti cím: Anyát megoperálták, ford.: Mirja Jõgi, Ungari Kutuuri Instituut, 2021

#### Finn
- Viivakoodi, eredeti cím: Vonalkód, ford.: Juhani Huotari, Avain, Helsinki, 2009

#### Francia
- Code-barres, eredeti cím: Vonalkód, ford.: Guillaume Métayer, Gallimard, 2014

#### Horvát
- Linijski kod, eredeti cím: Vonalkód, ford.: Zlatko Omerbašić, Samizdat B92, 2009
- Panterin sjaj, eredeti cím: Párducpompa, ford.: Xenia Detoni, Fraktura, Zaprešić, 2023

#### Lengyel
- Pixel, ford.: Klára Anna Marciniak, Stúdió EMKA, Warszawa, 2014
- Linie kódú kreskowego, eredeti cím: Vonalkód, ford: Anna Butrym, Ksiazkowe Klimaty, Wrocłav, 2016
- Mama miała operację, eredeti cím: Anyát megoperálták, ford.: Anna Butrym, Adamantan, 2017

#### Makedón
- ПИКСЕЛ, eredeti cím: Pixel, ford.: Czinege-Panzova Annamária, Или-Или, 2013

#### Német
- Die brennende Braut, ford.: Buda György, Nischen Verlag, Wien, 2017
- Aquarium, eredeti cím: Akvárium, ford.: Buda György, Nischen Verlag, Wien, 2015
- Pixel: Textkörper, eredeti cím: Pixel, ford.: Buda György, Nischen Verlag, Wien, 2013
- Strichcode: fünfzehn erzählte Begebenheiten, eredeti cím: Vonalkód, ford.: Ernő Zeltner, Berlin Verlag, 2011

#### Olasz
- Pixel, eredeti cím: Pixel, ford.: Mariarosaria Sciglitano, Edizioni ETS, 2020

#### Spanyol
- Código de barras lineal, eredeti cím: Vonalkód, ford.: Cserháti Éva–Orbán Eszter–Antonio Manuel Fuentes Gaviño, Nadir, 2010
- El sueño de la amante, ford.: Yvonne Mester–Enrique Alda, Olifante ediciones de poesia, 2016

#### Svéd
- Pixel, eredeti cím: Pixel, ford.: Daniel Gustafsson Pech, Tranan, 2015

#### Szerb
- Linijski kod, eredeti cím: Vonalkód, ford.: Zlatko Omerbasic, Samizdat B92, Belgrád, 2009

#### Szlovák
- Básne, eredeti cím: Porhó; Síró ponyva, ford.: Gabriela Magova, Ars Poetica, 2010
- Pixel, eredeti cím: Pixel, ford.: Jitka Rožňová, Womanpress, 2023

#### Szlovén
- Piksel: besedilno telo, eredeti cím: Pixel, ford.: Gaál Gabriella, Literarno-umetniško društvo Literatura, 2014

#### Török
- Piksel, eredeti cím: Pixel, ford.: Gün Benderli, Dedalus, 2014

## Kitüntetései, díjai
- Radnóti-díj (1990)
- Soros-ösztöndíj (1992, 1999)
- Móricz Zsigmond-ösztöndíj (1993)
- Műfordítói jutalom (1994)
- Illyés Gyula-díj (1994)
- Déry Tibor-jutalom (1996)
- Zoltán Attila-díj (1996)
- Robert Graves-díj (1996)
- József Attila-díj (2000)
- Vas István-díj (2001)
- Palládium díj (2001)
- Az év könyve díj – Gyermek és Ifjúsági Kategória (A londoni mackók) (2003)
- Gemini-díj (2005)
- Szépíró-díj (2005)
- Castel Goffredo irodalmi különdíja (2006)
- Bertha Bulcsu-emlékdíj (2007)
- Márai Sándor-díj (2007)
- Quasimodo-emlékdíj (2008)
- Magyar Köztársaság Babérkoszorúja díj (2009)
- Nizzai Kavics-díj (2009)
- Solitude-ösztöndíj (2010)
- Artisjus Irodalmi Díj (2010)
- Bárka-díj (2010)
- Alföld-díj (2014)
- Erzsébetvárosi irodalmi ösztöndíj (2020)
- Zugló díszpolgára (2022)[7]

### Riportok, kritikák a nyomtatott médiában
- Költői Portrék – interjúk, versek 20 magyar költővel (2002) (Telekép, ISBN 9632046145)
- A fejemben ott van minden – Schäffer Erzsébet riportja (Nők Lapja 2012/47 november 21.)
- Kortárs klasszikusok – Tóth Krisztina (Hamus és Gyémánt Magazin, 2012 tél.)

### Művei fordításban
- Nagy vonalakban (a női szexualitásról) című írásának fordításai (JAK, 2006, Műfordító tábor)
  - szerb, orosz, német, román, horvát nyelvre (1)
- Tóth Krisztina versei műfordításokban
- Čárový kód (Patnáct příběhů), Fra, Praha 2011. Eredeti cím: Vonalkód (Tizenöt történet), ISBN 978-80-87429-12-9
- El sueño de la amante; spanyolra ford. Yvonne Mester, Enrique Alda; Olifante, Tarazona, 2016 (Papeles de Trasmoz)
- Linie kodu kreskowego. Piętnaście historii (Vonalkód); lengyelre ford. Anna Butrym; Książkowe Klimaty, Wrocław, 2016

### Interneten elérhető művei
- Langyos tej (Bikinivonal) című novellája, beszelo.c3.hu
- Egy boszorka van (A vonal foglalt) című novellája a Kossuth Rádióban. Felolvassa: Pelsőczy Réka[halott link], real1.radio.hu
- Versei, inaplo.hu
- Helyzet Ember – Előkép: Tóth Krisztina versei, helyzetember.hu
- Nő a periférián – Nagy vonalakban (a női szexualitásról) (Üzenet 2005/2. szám, novella), zetna.org
- Napló című verse, es.fullnet.hu
- Versek, dokk.hu
- Ádáz lemondás – Tóth Krisztina: Kutya (vers+kritika) (Magyar Narancs XX. évf. 17. szám – 2008-04-24), Magyar narancs.hu
- Szólánc, zivljenjenadotik.si
- Tóth Krisztina: Homo recordans[halott link], goethe.de

### Honlapok Tóth Krisztináról
- Tóth Krisztina hivatalos oldala
- Tóth Krisztina a HUNLIT oldalán
- Tóth Krisztina az EMIR oldalán
- Irodalmi Internet Napló

### Interjúk, cikkek
- Beszélgetés Tóth Krisztinával és Pelsőczy Rékával a Bikinivonal kapcsán
- Nagyvizit Tóth Krisztinánál (litera.hu)
- Lackfi János: Címzett ismeretlen